# 八里商圈
八里商圈主要範圍以新北市八里區左岸商店街、渡船頭老街、龍米路三段、忠孝街為主。主要以觀光休閒產業為主。歷史文化以祭祀大眾爺活動為主，祈求產業豐收。
商圈內著名景點有十三行博物館，是北臺灣唯一的考古博物館，且週邊景緻豐富度高。

## 週邊觀光資源
豐富的自然生態資源，如觀海長堤、挖子尾自然保留區、水筆仔公園、左岸公園、老榕碉堡等，另外鄉內的寺廟文化盛行，包含八里大眾廟、八里開臺天后宮等。

## 外部連結
- 新北市形象商圈-八里老街商圈